# Ćwiczenie dwustronne
Ćwiczenie dwustronne - forma ćwiczenia taktycznego lub operacyjnego (rzadziej strategicznego), w którym ćwiczące zespoły występują w roli stron przeciwnych.